# Nordholz
Nordholz est une ancienne commune allemande située au nord du pays, dans l'arrondissement de Cuxhaven du Land de Basse-Saxe.

## Quartiers
- Nordholz
- Cappel-Neufeld
- Deichsende
- Scharnstedt
- Spieka
- Spieka-Neufeld
- Wanhöden
- Wursterheide

## Histoire
Sur le territoire de la commune de Nordholz est implanté une base aérienne de l'aéronavale allemande. Durant la Première Guerre mondiale, ce terrain était une importante base de ballons dirigeables. À cette époque, la particularité de ce terrain était de disposer d'un hangar qui pouvait pivoter de 360 degrés afin de permettre aux Zeppelins de décoller quelle que soit la direction du vent.

### Évolution démographique
| Année     | 1987  | 1992  | 1997  | 2002  | 2007  | 2008  | 2009  | 2010  | 2011  |
| --------- | ----- | ----- | ----- | ----- | ----- | ----- | ----- | ----- | ----- |
| Habitants | 6 937 | 7 091 | 7 251 | 7 653 | 7 576 | 7 560 | 7 495 | 7 460 | 7 430 |